# Thonnance-lès-Joinville
Thonnance-lès-Joinville è un comune francese di 829 abitanti situato nel dipartimento dell'Alta Marna nella regione del Grand Est.

## Società

### Evoluzione demografica
Abitanti censiti